# Sparkasse Markgräflerland
Die Sparkasse Markgräflerland ist eine öffentlich-rechtliche Sparkasse mit Sitzen in Weil am Rhein und Müllheim im Markgräflerland in Baden-Württemberg, im Dreiländereck Deutschland, Schweiz und Frankreich.

## Geschäftsausrichtung
Die Sparkasse Markgräflerland betreibt das Universalbankgeschäft, sie bietet neben Konten- und Kartenprodukten Finanzierungen, Geldanlagen, Vorsorgeprodukte und Versicherungen für Privat- und Firmenkunden an.
Sie ist Marktführer in ihrem Geschäftsgebiet. Die Sparkasse Markgräflerland wies im Geschäftsjahr 2023 eine Bilanzsumme von 3,328 Mrd. Euro aus und verfügte über Kundeneinlagen von 1,83 Mrd. Euro. Gemäß der Sparkassenrangliste 2023 liegt sie nach Bilanzsumme auf Rang 148. Sie unterhält 19 Filialen/Selbstbedienungsstandorte und beschäftigt 402 Mitarbeiter. Die Sparkasse gehört zu den größten Arbeitgebern im Markgräflerland. Darüber hinaus weist sie eine hohe Ausbildungs- und Übernahmequote auf.

## Geschäftsgebiet und Filialen

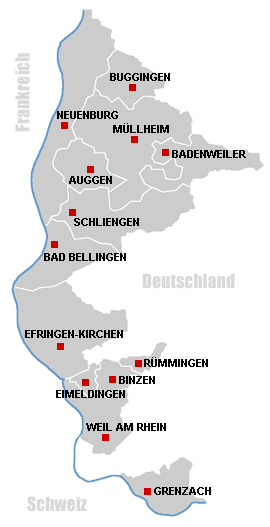
Geschäftsgebiet der Sparkasse Markgräflerland

Das Geschäftsgebiet der Sparkasse Markgräflerland umfasst Teile der Landkreise Lörrach (Weil am Rhein, Grenzach, Eimeldingen, Binzen, Efringen-Kirchen, Bad Bellingen und Schliengen) und Breisgau-Hochschwarzwald (Müllheim im Markgräflerland, Auggen, Badenweiler, Neuenburg am Rhein und Buggingen).
In ihrem Geschäftsgebiet verfügt die Sparkasse neben den Geschäftsstellen und SB-Stellen über zwei Hauptstellen, Firmenkundencenter und Vermögenscenter und ein Immobiliencenter.

## Organisationsstruktur
Die Sparkasse Markgräflerland ist eine Anstalt des öffentlichen Rechts. Rechtsgrundlagen sind das Sparkassengesetz für Baden-Württemberg und die durch den Verwaltungsrat der Sparkasse erlassene Satzung. Die Organe der Sparkasse bestehen aus dem Vorstand und dem Verwaltungsrat.

## Geschichte
Die heutige Sparkasse Markgräflerland entstand aus dem Zusammenschluss der Bezirkssparkassen Weil am Rhein und Müllheim im Jahr 1972.
In Müllheim wurde am 21. November 1838 die Ersparniskasse Müllheim als privatrechtlicher Verein mit gemeinnütziger Ausrichtung gegründet, um „die kleinen Ersparnisse ihrer Mitglieder zu sammeln, sicher anzulegen und durch zeitweise Zuschüsse sowie durch Zins und Zinseszins zu vermehren.“
1883 wurde die Ersparniskasse im Zuge einer Neuregelung der Rechtsform in „Sparkasse des Bezirks Müllheim“ umbenannt. Bis zur Fusion mit der Bezirkssparkasse Weil am Rhein im Jahr 1972 umfasste sie insgesamt 30 haftende Gemeinden.
Die Bezirkssparkasse Weil am Rhein wurde am 29. Juli 1842 – unter Genehmigung der Großherzoglich Badische Regierung des Oberrheinkreises in Freiburg – ebenfalls als „Ersparnisgesellschaft“ gegründet. Im Jahr 1918 umfasste sie acht Gemeinden, 1925 kam die Sparkasse Grenzach hinzu und schließlich die Ersparnisgesellschaften Efringen (1928) und Kirchen (1929).

## Gesellschaftliches Engagement
Die Sparkasse Markgräflerland fördert mit zwei sparkasseneigenen Stiftungen Kunst und Kultur sowie die Jugendarbeit in Vereinen. Daneben können sich Stiftungsgeber über die „Stiftung für das Markgräflerland “ für die Region engagieren.
Auch über zahlreiche Spenden und Sponsoringaktivitäten werden gemeinnützige Einrichtungen unterstützt.